# Francisca Siffels
Johanna Francisca (Franci) de Munck-Siffels (Zaandam, 3 februari 1920 - vermoedelijk op 23 mei 1944 in Rustenburg) was een Nederlandse collaborateur tijdens de Tweede Wereldoorlog.

## Levensloop
Franci Siffels was de dochter van Maarten Siffels (1891-1966) en Adriana de Kruijff (1896-1978) als de derde van vier dochters. In 1939 werd Maarten Siffels namens de Communistische Partij van Nederland] gekozen in de gemeenteraad van Zaandam. Datzelfde jaar, op 12 oktober 1939, trouwde zijn dochter Franci met de communist Dingeman de Munck (1916-1996). Deze vocht tijdens de Spaanse Burgeroorlog mee tegen de fascistische milities van generaal Francisco Franco. Hij verloor na terugkeer - zoals alle Spanjegangers - de Nederlandse nationaliteit. 
Vanaf de zomer van 1940 duikt Maarten Siffels onder, omdat de kans op arrestatie als prominent communist groot was. Francisca Siffels zelf was actief binnen de linkse beweging en verkocht de communistische krant De Waarheid. Het stel trouwde op 12 oktober 1939. Op 14 maart 1941 beviel Francisca Siffels van een baby die de naam Francisca mee kreeg.
De baby weerhield Siffels er niet van om actief te worden in het verzet. Zij begon in 1943 als koerierster voor de Raad van Verzet. In de tweede helft van datzelfde jaar begon Siffels echter voor de Duitse bezetter te werken. Er zijn twee versies van hoe het zover kwam. Volgens de eerste versie zou Siffels zijn gearresteerd en kwam in ruil voor haar vrijlating in dienst van de Sicherheitsdienst. In de tweede versie kwam zij erachter dat haar man vreemdging met haar zus Hendrika. Vervolgens zou Siffels de gang naar de Sicherheitsdienst in Amsterdam hebben gemaakt.
Siffels was verantwoordelijk voor een grote arrestatiegolf in november 1943 in Zaandam en Krommenie. In de nacht van 22 op 23 november werden naast haar man verschillende - al dan niet vermeende - Zaanse communisten opgepakt. De latere CPN-voorman Marcus Bakker stond ook op de lijst, maar deze slaagde erin de dans te ontspringen. Minstens zeven van de arrestanten overleefden de oorlog niet.
Na de arrestatiegolf vond Siffels onderdak in Amsterdam. Zij werd door de Sicherheitsdienst vooral in de omgeving van Alkmaar ingezet. Zij kreeg een verhouding met de Gestapo-agent Gerardus Kuiters. In Alkmaar was men intussen op de hoogte van haar verleden. Siffels kwam vermoedelijk op 23 mei 1944 om het leven maar het is onduidelijk op welke wijze precies. Mogelijk werd ze eerst ontvoerd, daarna mishandeld en doodgeschoten. 
Siffels werd begraven in het Westfriese plaatsje Rustenburg, maar omdat dat niet goed genoeg gebeurde werd haar lichaam een paar weken later gevonden. Haar dochtertje Francisca jr. was door het verzet ontvoerd en op een andere plek ondergebracht. Ondanks naspeuringen van haar grootmoeder Anna Siffels - de moeder van Francisca Siffels - slaagde zij er na de oorlog niet in haar verblijfplaats te achterhalen. Dingeman de Munck overleefde het Duitse concentratiekamp Dachau en kreeg in de jaren zestig zijn Nederlanderschap terug.